# 無人の野
『無人の野』（むじんのの、原題: Cánh đồng hoang）は、1980年のベトナム映画。ベトナム戦争末期である1972年の南ベトナムを舞台とした戦争映画で、1981年度のモスクワ国際映画祭で金賞と批評家大賞を受賞した。

## キャスト
- サウ・ソア：グェン・トゥイ・アン
- バドー：ラム・トイ
- スアン・ヴー：グェン・ホン・トゥアン
- ：ダオ・タイン・トゥイ
- 隊長：ホン・チー
- ジーン中尉：ロバート・ハイ

## スタッフ
- 監督：グェン・ホン・セン
- 脚本：グェン・クァン・サン
- 撮影：ズオン・トゥアン・バ
- 美術：フィン・キム・ゴク
- 音楽：チン・コン・ソン